# Zichovec
Zichovec (vroeger ook Zichoves, Žichoves en Žichovec - Duits: Zichowitz) is een Tsjechische gemeente in de regio Midden-Bohemen en maakt deel uit van het district Kladno. Het dorp ligt op 21 km afstand van de stad Kladno en op 14 km van Slaný.
Zichovec telt 200 inwoners (2023).

## Geografie
Het dorp ligt in de regio Midden-Bohemen, tegen de regiogrens met Ústí nad Labem aan.
De blauwe toeristische route van Louny naar Pozdeň loopt door het dorp.

## Geschiedenis
De eerste schriftelijke vermelding van het dorp dateert van 1407. De stichting ervan houdt volgens geschiedkundigen verband met de behoeften van de heren van Žerotín, die tot dan toe in het nabijgelegen kasteel van Žerotín verbleven. In de buurt van het dorp was in de 17e eeuw nog een meierhof, toebehorende aan het landgoed in Žerotín. Het hof droeg de naam Pochválovec of Pochválov. De fundamenten van het voormalige hof zijn in de loop der tijd teruggevonden. 
Tot 1949 behoorde het dorp tot het district Louny. Sinds 1960 is Zichovec een zelfstandige gemeente.
Op 29 september 2012 werd een brouwerij geopend. Ook werd een multifunctioneel gebouw geopend met buurthuis, kapel, appartementen en gemeentekantoor.

## Voorzieningen
Er is een kleuterschool in het dorp. Ook is er een sportcomplex genaamd SK Zichovec met onder meer een tennisbaan. Verder is er een visvijver in het dorp.

## Verkeer en vervoer

### Autowegen
Er loopt een regionale weg door het dorp. Op 3 km afstand loopt tevens weg I/7 die Zichovec verbindt met Slaný en Louny.

### Spoorlijnen
Er is geen spoorlijn of station in het dorp. Het dichtstbijzijnde station is Klobuky v Čechách, op 7 km afstand. Dat station ligt aan spoorlijn 110 Kralupy nad Vltavou - Slaný - Louny.

### Buslijnen
Er is één gelijknamige bushalte in het dorp. Die wordt bediend door lijn 589 Líský - Kvílice van ČSAD Slaný.

## Bezienswaardigheden
- Oude dorpskapel uit 1895[4]

## Galerĳ

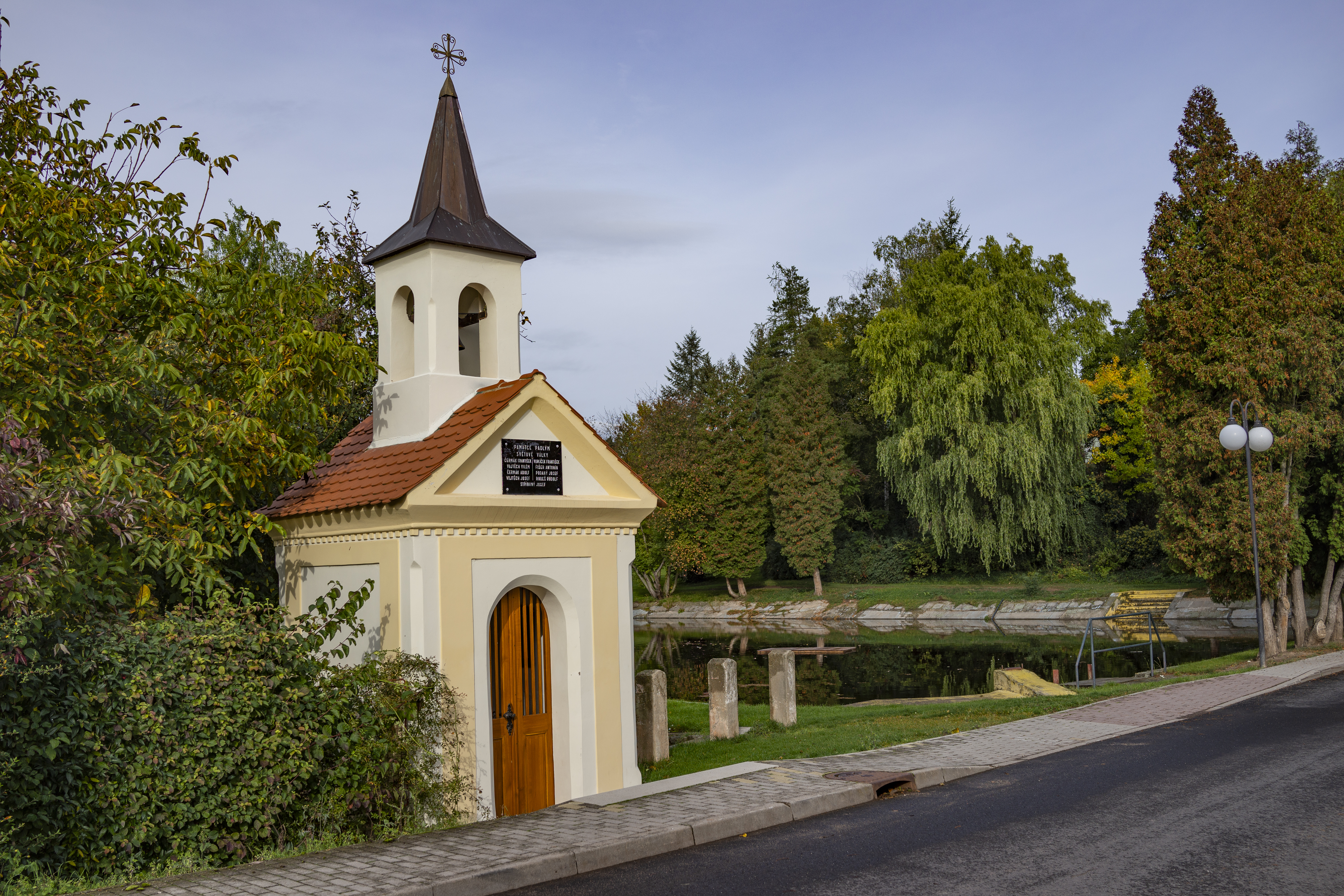
Oude dorpskapel
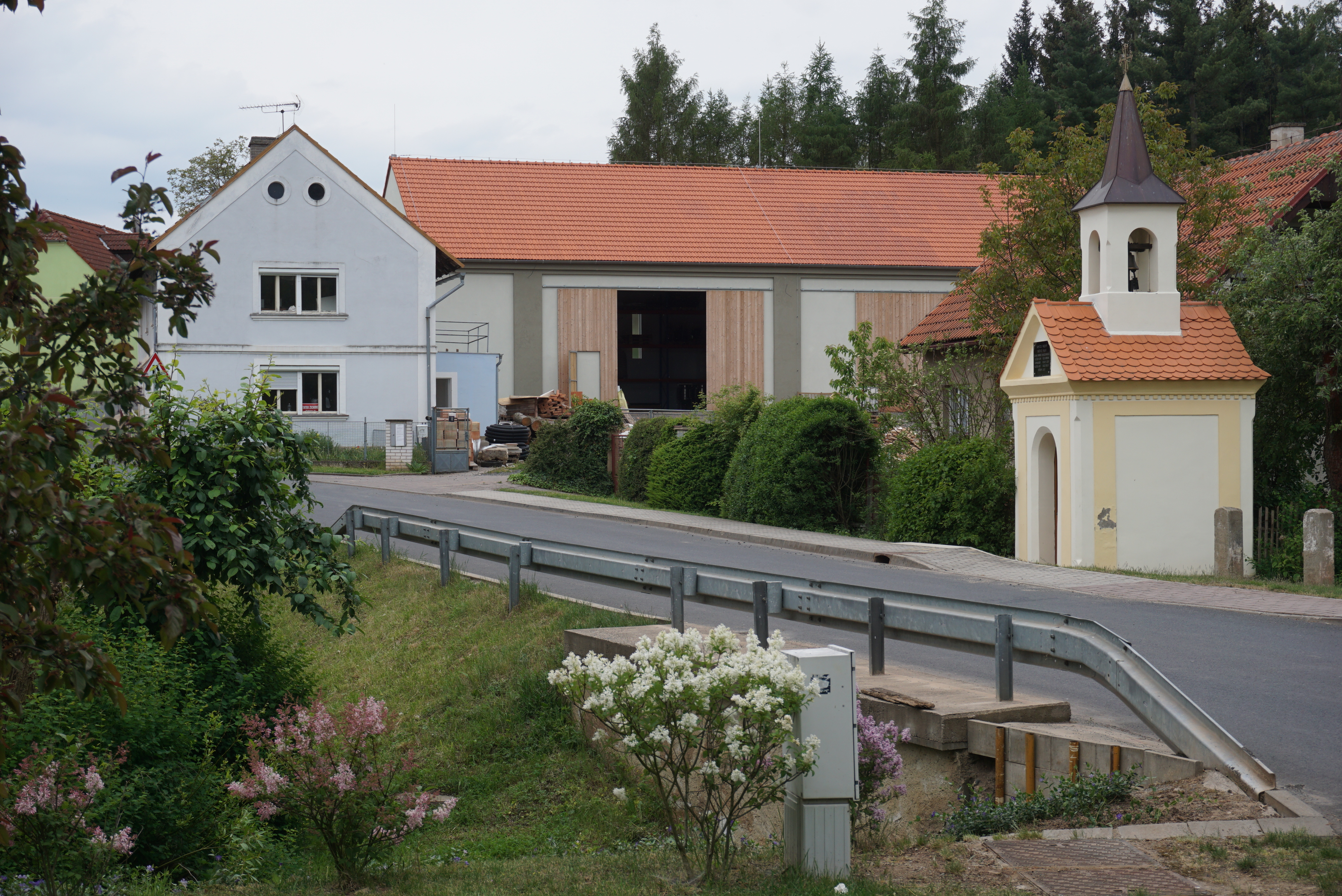
Oude dorpskapel en boerderij